# Tim Michalak
Tim Michalak (* 1973 in Duisburg) ist ein deutscher Historiker, Germanist, Lektor und Autor.

## Leben
Der Historiker und Germanist publiziert seit 1995 meist zu regionalgeschichtlichen Themen. Darüber hinaus war er mitverantwortlich für die Konzeption und Durchführung von Veranstaltungen und Gästeführungen für die am Weltkulturerbe Zeche Zollverein und weiterer Museen im Ruhrgebiet und am Niederrhein. Von 2004 bis 2007 fungierte er zudem u. a. als Projektleiter und wissenschaftlicher Mitarbeiter am Haniel Museum Duisburg.
Darüber hinaus ist er Inhaber einer Agentur für Öffentlichkeitsarbeit und Beratung im Kulturbereich.
Seit Juni 2014 ist er als Stadtverordneter Mitglied des Rates der Stadt Xanten.
Tim Michalak lebt seit Anfang 2011 mit seiner Frau, einer gebürtigen Xantenerin, in der „Römer-, Dom- und Siegfriedstadt am Rhein“.

## Veröffentlichungen (Auswahl)
- Engelbert Humperdinck – ein biografisch-musikalisches Lesebuch (Hrsg. zusammen mit Christian Ubber), Ahlen, Anno-Verlag, 2017, ISBN 978-3-939256-71-7
- HEI-Mat Chronik Bönninghardt – Leben auf dem Höhepunkt (Hrsg. zusammen mit Marc Torke), Ahlen, Anno-Verlag, 2017, ISBN 978-3-939256-71-7
- 30 Jahre Sommerfestspiele Xanten – Piccolo Verona, Ahlen, Anno-Verlag, 2016, ISBN 978-3-939256-71-7
- Du mein Xanten (2. aktualisierte und überarbeitete Neuauflage), Ahlen, Anno-Verlag, 2015, ISBN 978-3-939256-71-7
- Duisburg-Ruhrort und seine Häfen: 300 Jahre Handel und Logistik, zusammen mit Fotograf Csaba P Rakoczy, J.P. Bachem, Köln, 2008, ISBN 978-3-7616-2194-3
- Halden: Landmarken des Ruhrgebiets: Zeichen des Wandels, zusammen mit Fotograf Csaba P Rakoczy, J.P. Bachem, Köln, 2008, ISBN 978-3-7616-2176-9
- Zwischen Gasometer und CentrO – Neue Mitte Oberhausen, J.P. Bachem, Köln, 2007, ISBN 978-3-7616-2141-7